# اندرو گرگ
اندرو گرگ (به انگلیسی: Andrew Gregg) زاده ۱۰ ژوئن ۱۷۵۵ - درگذشته ۲۰ مهٔ ۱۸۳۵ سناتور سابق عضو حزب دموکرات-جمهوری‌خواه بود. وی در سال ۱۸۰۷ تا ۱۸۱۳ میلادی سناتور ایالت پنسیلوانیا در سنای ایالات متحده آمریکا بود.